# 南達娜·森
南达娜·森（Nandana Sen，1967年8月19日—）是印度女演员，编剧，儿童作家和儿童权利活动家。 她在宝莱坞的第一个电影角色是山傑·李拉·班沙里的《Black》（2005年），由拉妮·穆科吉和阿米塔布·巴沙坎主演，在其中扮演拉妮的17岁妹妹。 
在与包括拉姆·戈帕尔·瓦玛（Ram Gopal Varma）和基坦·梅塔 （ Ketan Mehta）在内的印度导演合作完成一系列项目后，森签署了恐怖主题的美国戏剧《战争之内》 （2005）的主要角色之一，该片在多伦多国际电影节上首映。 并在此过程中，她因為擔綱社会或政治主题中富有挑战性的角色，而開始建立声誉。 
她的父亲是获得諾貝爾獎的经济学家阿马蒂亚·库马尔·森。